# Wałerij Piatnycki
Wałerij Tezijowicz Piatnycki, ukr. Валерій Тезійович Пятницький (ur. 19 kwietnia 1962 we Czerwonej Motowiliwce, rejon fastowski) – ukraiński ekonomista i urzędnik państwowy, od października do grudnia 2014 p.o. ministra rozwoju gospodarczego i handlu.

## Życiorys
Syn Tezija, urzędnika państwowego, oraz Niły, nauczycielki akademickiej. W 1985 ukończył studia ze specjalizacją w cybernetyce ekonomicznej w Kijowskim Uniwersytecie Narodowym im. Tarasa Szewczenki. Później kontynuował studia doktoranckie na macierzystej uczelni (1987–1990) oraz Kijowskim Narodowym Uniwersytecie Handlu i Ekonomii (1999–2002), uzyskując stopień kandydata nauk. Pracował na obydwu uczelniach jako asystent i docent. Odbył staże naukowe m.in. na Dalhousie University i w Banku Światowym.
Od 1996 do 1999 był zastępcą szefa departamentu w ministerstwie handlu i międzynarodowych stosunków ekonomicznych. Pomiędzy 2003 a 2011 pozostawał sekretarzem stanu w ministerstwie ekonomii i integracji europejskiej, w tym od 2003 do 2005 pierwszym wiceministrem. Został także doradcą wicepremiera oraz szefem komitetu rządowo-parlamentarnego ds. współpracy ze Światową Organizacją Handlu. Uzyskał rangi urzędnika państwowego najwyższego stopnia (2003) i ambasadora nadzwyczajnego (2008). W 2011 objął fotel komisarza rządowego ds. integracji europejskiej. W sierpniu 2014 powołany natomiast na nowo utworzone stanowisko reprezentanta handlowego Ukrainy, co stało się przyczyną dymisji ministra rozwoju gospodarczego i handlu Pawła Szeremety. Wkrótce potem sam Piatnycki przejął ten resort, od 8 października do 2 grudnia 2014 pozostawał jego tymczasowym szefem w rządzie Arsenija Jaceniuka.
Żonaty ze Swietłaną, także naukowiec, ma syna Dmytro. W 2008 odznaczony Orderem Księcia Jarosława Mądrego V klasy.